# Aldeaseca de Alba
Aldeaseca de Alba – gmina w Hiszpanii, w prowincji Salamanka, w Kastylii i León, o powierzchni 17,58 km². W 2011 roku gmina liczyła 89 mieszkańców.